# Olszowa Dąbrowa
Olszowa Dąbrowa es un pueblo de Polonia, en Mazovia.  Se encuentra en el distrito (Gmina) de Stromiec, perteneciente al condado (Powiat) de Białobrzegi. Se encuentra aproximadamente a 10 km al este de Stromiec, a 19 km al este de Białobrzegi, y a 69 km  al sur de Varsovia. 
Entre 1975 y 1998 perteneció al voivodato de Radom.